# Rémi Delatte

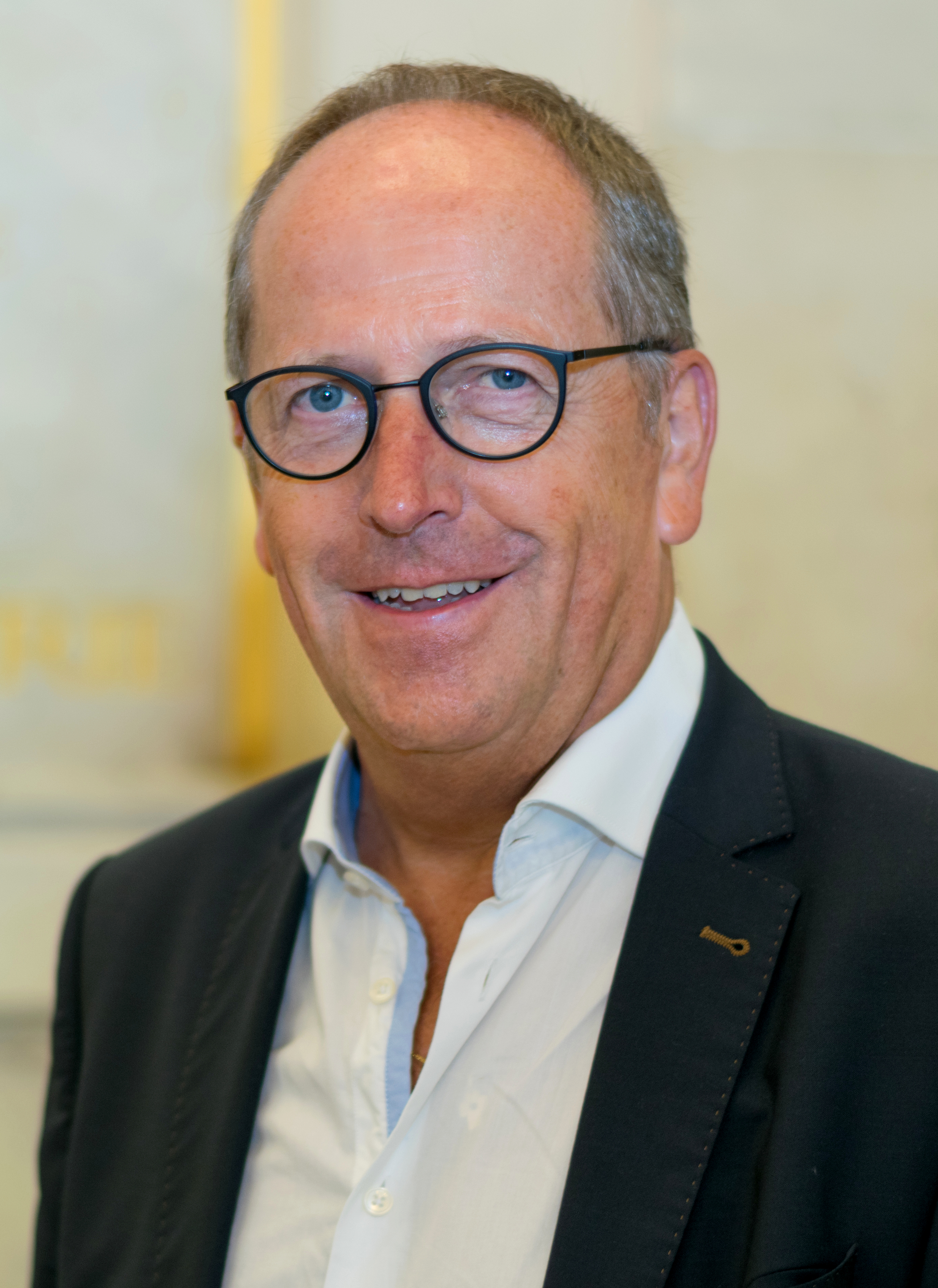
Rémi Delatte, Nationalversammlung, Juni 2017

Rémi Delatte (* 9. Juni 1956 in Dijon) ist ein französischer Politiker. Er ist seit 2007 Abgeordneter der Nationalversammlung.
Delatte legte in Dijon sein Abitur ab und wurde danach in Sainte-Maure zum Landwirt ausgebildet. Er stieg in die Lokalpolitik ein und war ab 1983 Mitglied des Stadtrats von Dijon. 1995 wurde er zum Bürgermeister von Saint-Apollinaire gewählt. Bei den Regionalwahlen 1998 gelang ihm für das RPR der Einzug in den Regionalrat der Region Burgund. 2007 trat er bei den Parlamentswahlen für die UMP im zweiten Wahlkreis des Départements Côte-d’Or an und zog in die Nationalversammlung ein. 2012 wurde er als Abgeordneter wiedergewählt.